# طوفان ۱۳۹۷ اردبیل و ارومیه
طوفان ۱۳۹۷ اردبیل و ارومیه در روز ۵ فروردین شهرهایی در استانهای اردبیل و آذربایجان غربی از جمله مشگین‌شهر، گرمی، اردبیل، خوی، اشنویه و ارومیه را درنوردید.

## خسارات توفان

### استان اردبیل
این طوفان علاوه شیشه منازل آنتن‌ها تابلوها و بیلبوردهای شهری محصولات کشاورزی سبب ده حریق و قطعی برق در مشکینشهر شد. میزان خسارات وارد شده طوفان ۱۵ میلیارد تومان در استان اردبیل اعلام شد.

### استان آذربایجان غربی
فروریختن دیوار منزلی در خوی یک دختر بچه ۵ ساله جان خود را از دست داد و ۳ عضو خانواده نیز در بیمارستان بستری هستند. وزش تندباد سبب قطع برق ۲۵ درصد از خانه‌های ارومیه و همچنین مناطقی از شهرستان ماکو شده بود. مدیرکل مدیریت بحران استانداری آذربایجان غربی خسارت وارد شده بر اثر تندباد را حدود ۴ میلیارد تومان اعلام کرد.